# Vulturești (gmina w okręgu Ardżesz)
Vulturești – gmina w Rumunii, w okręgu Ardżesz. Obejmuje miejscowości Bârzești, Huluba i Vulturești. W 2011 roku liczyła 2887 mieszkańców.